# Rodamina

Estrutura principal de um corante rodamina.

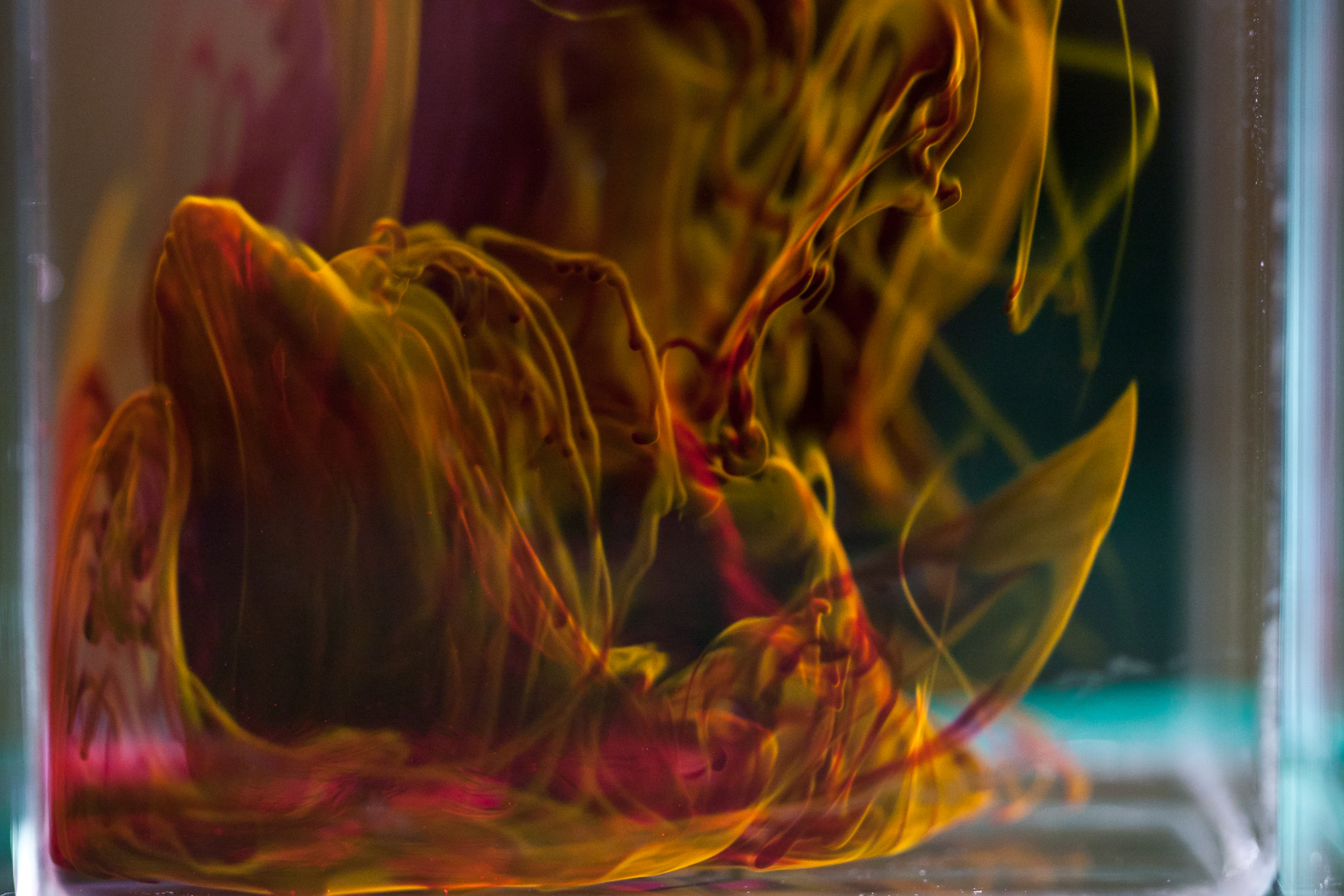
Um corante rodamina em água.

Rodamina é um nome genérico para uma família de compostos orgânicos, corantes chamados fluoronas. Exemplos são rodamina 6G e rodamina B. Elas são usadas como corantes e como corantes laser como meio amplificador. São oferecidas como corantes traçantes para determinação de vazão e direção de fluxos d'água. Os corantes de rodamina fluorescem e podem ser medidos facilmente e a baixo custo com instrumentos chamados fluorímetros. Os corantes do tipo rodamina são usados extensivamente em aplicações biotecnológicas tais como a microscopia de fluorescência, citometria de fluxo and os testes do tipo ELISA.
Corantes do tipo rodamina são geralmente tóxicos e são solúveis em água, metanol e etanol.

## Rodamina B
Fórmula molecular: C28H31N2O3Cl

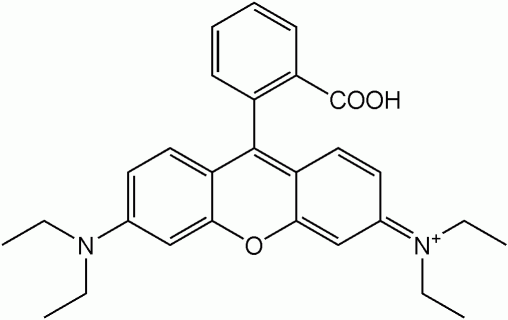
Rodamina B

Peso molecular: 479.02 gramas por mol
Número CAS: 81-88-9
Estrutura SMILES: [Cl-].CCN(CC)c1ccc2c(OC3=CC(C=CC3=C2c4ccccc4C(O)=O)=[N+](CC)CC)c1
Rodamina B, também chamada Rosa Rodamina B é usada em biologia como um corante fluorescente em coloração citológica, algumas vezes em combinação com auramina O, como o corante auramina-rodamina para demonstrar organismos com "ácido-álcool resistentes", destacadamente Mycobacterium.
Também é usada como corante básico no tingimento de papel, madeira e derivados de celulose, sendo o corante habitual dos conhecidos "compensados rosas" usados em construção civil.
Rodamina B é detectável ao redor de 610 nm quando usada como um corante laser. 
Rodamina B é ainda chamada Rodamina 610, Violeta Básico , C.I. 45170.

## Rodamina 6G
Fórmula molecular: C28H31N2O3Cl 
Peso Molecular: 479.02 g/mol
Número CAS: 989-38-8
Estrutura SMILES: [Cl-].CCNc1cc2OC3=CC(=[NH+]CC)C(=CC3=C(c2cc1C)c4ccccc4C(=O)OCC)C

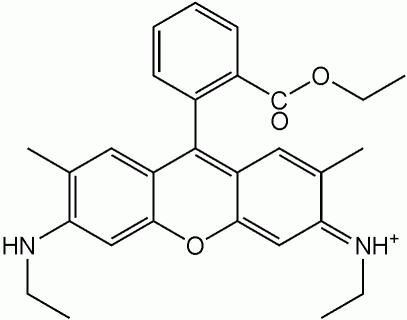
Rodamina 6G

Rodamina 6G é frequentemente usada como um corante laser, e é estimulada pelo segundo harmônico (532 nm) de laser Nd-YAG. O corante tem uma notavelmente alta fotoestabilidade, alto campo quântico, baixo custo, e sua escala lasing tem a proximidade a seu máximo de absorção (aproximadamente 530 nm). A escala lasing do corante é 555 a 585 nm com um máximo em 566 nm.
Rodamina 6G é também chamada Rodamina 590, R6G, Rh6G, C.I. Pigment Red 81, C.I. Pigment Red 169, Rodamina amarela básica, ou C.I. 45160.

## Rodamina 123

Rodamina 123

O corante laser rodamina 123 é também conhecido em bioquímica por inibir a função das mitocôndrias. Rodamina 123 parece ligar-se às membranas da mitocôndria e inibe processos de transporte, especialmente a corrente de transporte de elétrons, assim retardando a respiração interna. É uma carcaça de Glicoproteína-P (Pgp), que é excessivamente ativa geralmente em células de câncer. Os artigos mais recentes indicam que a rodamina 123 afirmam que pode ser também uma carcaça da proteína associada a resistência a multidrogas (MRP), ou mais especificamente, MRP1.

## Rodamina WT

Rodamina WT

A rodamina WT, cloreto de N-(9-(2,4-dicarboxifenil)-6-(dietilamino)-3H-xanten-3-ilideno)-N-etil-etanaminium, sal dissódico, ou cloreto de 9-(2,4-dicarboxifenil)-3,6-bis(dietilamino)-xantilium, sal dissódico, com a fórmula C29H29ClN2Na2O5, é utilizada especialmente como um corante traçante.

## Outros derivados de rodamina
Existem muitos derivados de rodamina usados para diversos propósitos, por exemplo carboxitetrametilrodamina (TAMRA), tetrametilrodamina (TMR) e seus derivado isotiocianato (TRITC) e, sulforodamina 101 (e sua forma cloreto de sulfonila Vermelho Texas) e vermelho rodamina. TRITC é a molécula base de rodamina acrescida do grupo funcional isotiocianato (-N=C=S), substituindo um átomo de hidrogênio no anel inferior da estrutura. Este derivado é reativo para grupos aminas em proteínas dentro de células. Um grupo funcional éster succimidila ligado ao núcleo rodamina, criando NHS-rodamina, formando outro derivado comum amino reativo. 
Outros derivados de rodamina incluem novas fluoronas tais como Alexa 546, Alexa 555, Alexa 633, DyLight 549 e DyLight 633, têm sido colocados para aplicações em química e bioquímica onde mais alta fotoestabilidade, aumentando brilho, diferentes características espectrais, ou diferentes grupos de ligação são necessários.